# Bétête
Bétête é uma comuna francesa na região administrativa da Nova Aquitânia, no departamento de Creuse. Estende-se por uma área de 28,24 km². Em 2010 a comuna tinha 376 habitantes (densidade: 13,3 hab./km²).